# Sebastolobus altivelis
Sebastolobus altivelis är en fiskart som beskrevs av Gilbert, 1896. Sebastolobus altivelis ingår i släktet Sebastolobus och familjen kungsfiskar. Inga underarter finns listade i Catalogue of Life.